# Sorex buchariensis
Sorex buchariensis là một loài động vật có vú trong họ Chuột chù, bộ Soricomorpha. Loài này được Ognev mô tả năm 1922.